# Højby, Odense kommun
Højby är en tidigare tätort i Region Syddanmark i Danmark, som sedan 2010 är sammanvuxen med Odense. Tätorten hade 4 556 invånare (2009). Den ligger i Odense kommun på ön Fyn, cirka 7,5 kilometer sydost om Odense.